# با سایه روبه‌رو شو
"ُبا سایه روبه‌رو شو" (انگلیسی: Face the Shadow) ترانه‌ای از گروه موسیقی ارمنستانی جنلوجی است. این ترانه نماینده ارمنستان در مسابقه آواز یوروویژن ۲۰۱۵ بود.

## اجراکنندگان

| قاره        | کشور                | هنرمند                | تاریخ تولد    | تاریخ اعلان   |
| ----------- | ------------------- | --------------------- | ------------- | ------------- |
| آفریقا      | اتیوپی              | واهه تیلبیان          | ۱۷ فوریه ۱۹۸۰ | ۲۳ فوریه ۲۰۱۵ |
| قاره آمریکا | ایالات متحده آمریکا | تامار کاپرلیان        | ۲۸ اکتبر ۱۹۸۶ | ۲۰ فوریه ۲۰۱۵ |
| آسیا        | ژاپن                | استفانی (خواننده)     | ۵ اوت ۱۹۸۷    | ۲۷ فوریه ۲۰۱۵ |
| اروپا       | فرانسه              | یسایی آلتونیان        | ۵ نوامبر ۱۹۸۰ | ۱۶ فوریه ۲۰۱۵ |
| اقیانوسیه   | استرالیا            | مری-جین اودهرتی       | ۲ آوریل ۱۹۸۲  | ۳ مارس ۲۰۱۵   |
| ارمنستان    | ارمنستان            | اینگا و آنوش آرشاکیان | ۱۸ مارس ۱۹۸۲  | ۱۲ مارس ۲۰۱۵  |